# Serge Vohor
Rialuth Serge Vohor (Port Olry, 24 de abril de 1955-22 de noviembre de 2024) fue un político vanuatuense. Era natural de Port Olry, localidad ubicada en la isla más grande de su país, Espíritu Santo.

## Biografía
Fue militante de la Unión de Partidos Moderados (UPM), un partido político moderadamente conservador. Cuando su partido llegó al poder en 1991, Vohor pasó a ser Ministro de Asuntos Exteriores de Vanuatu, siendo la primera de sus tres veces que ostentará ese cargo hasta 1993. Vohor ha sido cuatro veces Primer ministro, desde diciembre de 1995 hasta febrero de 1996; desde septiembre de 1996 hasta marzo de 1998; desde el 28 de julio de 2004 hasta el 11 de diciembre de 2004; y desde el 24 de abril de 2011 hasta el 13 de mayo de ese mismo año. Sin embargo, su último mandato fue anulado por el Tribunal de Apelación, considerando su elección anticonstitucional, ya que había sido elegido por la mayoría de los diputados (26 de 52), y no por mayoría absoluta.
En octubre de 2015, Vohor fue uno de los 15 parlamentarios acusados de cohecho por la Corte Suprema de Vanuatu y fue condenado a 3 años de cárcel. Vohor era Ministro de Asuntos Exteriores durante el gobierno de Kilman, en el momento de su condena.

## Segundo periodo como Primer ministro y consecuencias
En octubre de 1996, durante su segundo periodo como Primer ministro,  fue secuestrado junto con el entonces Presidente Jean-Marie Léyé por miembros del grupo paramilitar Vanuatu Mobile Force, debido a que estaban "descontentos por una disputa salarial". Pocos después fueron puestos en libertad, ilesos. En 1997, mientras todavía ejercía como primer ministro, estuvo involucrado en un escándalo por vender pasaportes vanuatenses a extranjeros, y el Defensor del Pueblo de Vauatu, recomendó que renunciara a su cargo.

Después de las elecciones parlamentarias de 1998, la Unión de Partidos Moderados no pudo formar un gobierno de coalición, pero Vohor continuó siendo un miembro prominente de los gobiernos de coalición liderados la mayoría de las veces, por otros partidos políticos, ejerciendo nuevamente como ministro de asuntos exteriores de 1999 hasta 2001. Su partido no recuperó el poder en las elecciones parlamentarias de 2002, pero Vohor ocupó por tercera vez el cargo de Ministro de asuntos exteriores de 2002 hasta 2003.

## Tercer periodo como primer ministro
En las elecciones parlamentarias de 2004, la Unión de Partidos Moderados perdió numerosos escaños. Sin embargo, Vohor dirigió formar una coalición que incluía a independientes y miembros de otros partidos para ser elegido Primer ministro. Vohor fue elegido Primer ministro por el Parlamento con 28 votos, mientras que su adversario, Ham Lini recibió 24 votos. Al mes siguiente, Vohor formó un gobierno de unidad nacional junto con Lini como vice primer ministro. 
Mientras estaba en el extranjero, Vohor fue acusado de haber realizado comentarios despreciables en el parlamento contra el Presidente de la Corte Suprema, Vincent Lunabek, pero en septiembre de 2004, la Corte Suprema retiró los cargos, afirmando que Vohor no había tenido la oportunidad de defenderse en el juicio, y que, además, sus comentarios fueron protegidos por el privilegio parlamentario.
Vohor obtuvo atención internacional cuándo, el 3 de noviembre de 2004, mientras estaba en una visita secreta a Taipéi, estableció relaciones diplomáticas con la República de China (Taiwán) sin aprobación del Consejo de Ministros. El Consejo de Ministros votó a favor de anullar la medida y afirmaron que Vanuatu seguiría reconociendo a la República Popular de China bajo los principios de Una sola China. Durante semanas, tanto el ROC y el PRC llevaron a cabo misiones diplomáticas en Vanuatu con desacuerdo en el gobierno sobre el cual ellos debían reconocer. El 1 de diciembre, Vohor golpeó (o empujó) el hombro del nuevo embajador de Beijing, Bao Shusheng, después que se había acercado a él, para explicarle por qué la bandera de la República de China permanecía izada sobre un hotel en Port Vila. Después de que 16 diputados que habían apoyado inicialmente a Vohor se unieran a la oposición, privándolo de una mayoría y dejándolo con 15 de los 52 escaños, la oposición intentó realizar una moción de censura en contra de Vohor. Vohor intentó impedir el voto en el tribunal, alegando que una nueva enmienda constitucional prohibía las mociones de censura contra un Primer ministro durante su primer año en el cargo, pero la Corte Suprema falló en su contra el 7 de diciembre, afirmando que la moción podría llevarse a cabo, porque la nueva enmienda aún no había sido aprobada por el referéndum. Posteriormente Vohor tomó el asunto hacia la Corte de Apelación, pero también llegó a gobernar en contra de este; fue derrotado en la moción de censura y reemplazado por Ham Lini.

## Últimos años de carrera
Desde entonces, Vohor ha sido el líder eficaz de la oposición. En marzo de 2006 Vohor dirigió un intento de deponer a Lini a través de una moción de censura, centrándose en acusar a Lini de debilidad. Sin embargo, esto no se pudo llevar a cabo, ya que no obtuvo la mayoría del parlamento para realizar el proceso.
El 27 de julio de 2007, Vohor, quien ejercía como Ministro de Utilidades Públicas, presuntamente asaltó a un oficial del Ministerio de Finanzas, debido a un retraso en recibir su sueldo. A pesar de esta acusación, no hubo ninguna evidencia que respaldada la agresión, por lo cual. En un reajuste de gabinete unos cuantos días después, fue uno de los tantos ministros destituidos por el gobierno. Vohor dijo que una de las razones por la cual el UMP estaba siendo excluido por el gobierno era debido a su fuerza, y dijo que el partido intentaría regresar al gobierno.
Después de que se realizarán las elecciones generales, el 2 de septiembre de 2008, Vohor y el UPM inicialmente se alinearon con el bloque de oposición, para darles su apoyo hacia el militante del Partido Republicano de Vanuatu, Maxime Carlot Korman para el cargo de Primer ministro.
Cuándo se presentó una moción de censura contra el nuevo Primer ministro Edward Natapei, Serge Vohor y sus partidarios apoyaron inicialmente la moción de censura; sin embargo, finalmente retiró su firma para estar en el gobierno de Natapei como su nuevo Ministro de Infraestructura y Utilidades Públicas.

## Cuarto periodo como Primer ministro
El 24 de abril de 2011 (Pascua de Resurrección), el Primer ministro Sato Kilman por poco fue destituido por una moción parlamentaria de no confianza (26 votos a 25). Usualmente, la oposición, liderada por Edward Natapei, no tuvieron un candidato que podía sucederle. Por ello, el parlamento eligió nuevamente a Serge Vohor como Primer ministro.
Su elección fue declarada nula el 13 de mayo de 2011, debido a que obtuvo la mayoría del Parlamento, y no una mayoría absoluta.

## Carrera subsiguiente
El 23 de marzo de 2013, el Primer ministro Moana Carcasses Kalosil lo nombró Ministro de Salud. Perdió su cargo cuándo el gobierno de Carcasses fue disuelto por una moción de censura el 15 de mayo de 2014.
En junio de 2015, tras un nuevo cambio de gobierno, Vohor fue nuevamente Ministro de Asuntos Exteriores en el gobierno de Sato Kilman.
En octubre de 2015, Serge Vohor, junto con varios diputados, fueron acusados de cohecho por la Corte Suprema. Se descubrió que Vohor había aceptado 1 millón de vatu del ex primer ministro Carcasses a cambio de apoyar una moción de censura contra el gobierno de Joe Natuman. En un punto durante el juicio, Vohor atacó a un fotógrafo en las afueras del tribunal. Vohor fue sentenciado a 3 años de cárcel por su implicación en este caso de corrupción.